# Kakszaał too
Kakszaał too (kirg. Какшаал тоо тизмеги, Kakszaał too tizmegi; ros. хребет Какшаал-Тоо, chriebiet Kakszaał-Too) – pasmo górskie w Tienszanie, na granicy Kirgistanu i Chin, rozciągające się na długości ok. 400 km, od Gór Fergańskich na zachodzie do gór Halik Shan na wschodzie. Najwyższym szczytem gór jest Szczyt Zwycięstwa, który wznosi się na wysokość 7439 m n.p.m.